# Goodbye (빌리 아일리시의 노래)
〈Goodbye〉는 미국의 싱어송라이터인 빌리 아일리시의 노래이다. 아일리시가 2019년에 발매한 첫 정규 음반인 《When We All Fall Asleep, Where Do We Go?》의 마지막 곡으로 수록되었다. 작사 및 작곡은 아일리시와 오빠인 피니어스 오코넬이 공동으로 하였으며, 프로듀싱은 피니어스가 혼자서 맡았다. 가사에서는 음반에 수록되어 있는 수록곡의 가사를 한 두 마디씩 따와서 만들었다.
상업적으로는 캐나디안 핫 100 차트에 69위로 올랐고, 빌보드 핫 100에는 올라가지 못하였으나, 핫 100 차트 아래 순위의 차트인 버블링 언더 핫 100 차트에서 4위를 기록하였다. 음악 평단으로부터 〈Goodbye〉는 대부분 엇갈리는 평을 받았다. 대부분의 평론가들은 이 노래가 음반을 마무리 짓는 좋은 끝맺음이기는 하나, 이 곡 자체가 독립적으로 하나의 곡이 될 정도로 충분히 좋다고는 생각하지 않았다. 아일리시는 글래스톤베리 페스티벌과 코첼라 밸리 뮤직 앤드 아츠 페스티벌, 그리고 2019년에 진행하였던 《When We All Fall Asleep Tour》에서 주로 공연을 끝낼 때 이 노래를 사용하였다.

## 배경 및 발매
빌리 아일리시는 2019년 3월 29일 다크룸과 인터스코프 레코드를 통하여 자신의 첫 정규 음반인 《When We All Fall Asleep, Where Do We Go?》를 발매하였다. 그 중 〈Goodbye〉는 음반의 마지막에 수록되어 있는 곡이다. 아일리시와 오빠인 피니어스 오코넬이 작사와 작곡을 하였고, 피니어스가 이후 프로듀싱을 혼자서 맡았다. 이후 스튜디오에서 일하는 존 그린햄이 마스터링을 맡았으며, 롭 키넬스키가 믹싱을 맡았다. 또한 케이시 쿠아요가 추가 믹서로 크레딧에 이름을 올렸다.

## 작곡과 작사
음악적으로 보았을 때 〈Goodbye〉는 느린 템포로 흘러가는 곡이며, 가장조로 연주되는 곡이다. 조용하게 노래하고, 몽환적인 리버브가 들어간 아일리시의 보컬은 E4부터 B5까지의 음역대가 들어 있다.

## 크레딧
크레딧은 타이달과 《When We All Fall Asleep, Where Do We Go?》의 라이너 노트에서 발췌하였다.
- 빌리 아일리시 - 보컬, 작사 및 작곡
- 피니어스 오코넬 - 프로듀서, 작사 및 작곡
- 케이시 쿠아요 - 어시스턴트 믹서
- 존 그린햄 - 마스터링 엔지니어
- 롭 키넬스키 - 믹서

## 차트
| 차트 (2019)                           | 최고 순위 |
| ------------------------------------- | --------- |
| 캐나다 (캐나디안 핫 100)              | 69        |
| 미국 버블링 언더 핫 100 싱글 (빌보드) | 4         |
| 스웨덴 히트시커 (스베리예토프리스탄)  | 2         |

## 발매 일정
| 지역 | 날짜            | 포맷                     | 레이블            | 출처  |
| ---- | --------------- | ------------------------ | ----------------- | ----- |
| 세계 | 2019년 3월 29일 | 디지털 다운로드 스트리밍 | 다크룸 인터스코프 | [ 6 ] |